# Festival Cupuçaí
O Festival Cupuçaí, também conhecido como o Festival das Frutas Regionais, é um evento cultural-econômico que ocorre no município de Santarém (localizado no Estado do Pará, sendo o terceiro mais populoso) e que ocorre no último final de semana do mês de outubro. É um dos mais tradicionais festivais realizados no Estado do Pará por abordar diversidades gastronoômicas, danças e contos da região.
O festival é organizado pela Associação de Moradores da Comunidade Santa Maria (PAE Eixo Forte), juntamente com o Instituto Nacional de Colonização e Reforma Agrária (Incra), através do Serviço de Assistência Técnica e Extensão Rural (ATER), da empresa Consulte e as Secretarias Municipais de Agricultura e Pesca (Semap), Cultura (Semc), Turismo (Semtur), além de contar com investimentos da iniciativa privada.

## Manifestações gastronômimcas
Além de agregar uma rica e diversificada tradição de danças regionais, o festival é caracterizado principalmente por exposição de frutos típicos locais. O festival destaca a produção de cupuaçu e açaí pela própria comunidade, além de  oferecer vendas de derivados das frutas, como doces, sorvetes, tortas, licores e bombons. Já em relação ao açaí, existe a venda do vinho da fruta em litro e até em porções menores.

## Manifestações artísticas
Expressado por produções de artistas de dança, da música, das artes plásticas, de teatro e de poesia, o festival se inicia com uma celebração religiosa. Como ação principal, busca promover a cultura através do entretenimento e do lazer, além de visar a preservação e o fortalecimento da tradição cultural. O Festival é muito adorado por sua população e quem admira, sendo resultante de um longo período do ano, preparando e exercitando todas as manifestações culturais para um grande encontro da comunidade e visitantes . Por conta da estrutura montada em uma praça pública, a população pode desfrutar de apresentações de danças individuais e em grupo, além de contação de histórias e da disponibilidade de comidas locais.
Dentre as atrações que marcam e já marcaram presença, pode-se destacar:
- Apresentação da Rainha;

- Seresta com música ao vivo;

- Venda de almoço - Prato principal: galinha caipira;

- Bond da Maricota Show;

- Bingão do CupuÇaí [1]

Além destas, principalmente marcadas por apresentações de danças e contos folclóricos, que costumam ocorrer em um palco principal, o festival é marcado por apresentações de viola, reco-reco, tambor e cuíca, como exemplos de instrumentos rústicos de percussão.

## Importância cultural e ambiental
O talento e a criatividade do povo local, demonstram grande interesse de preservar suas manifestações, considerando o festival como muito importante para a integridade de região e da população, enquanto comunidade culturalmente saudável e produtiva.
O festival é mercado pela necessidade das apresentações e festividades prezarem pela preservação da natureza regional. Por apresentarem diversas espécies vegetais que existem na região amazônica, o festival ressalta o convívio deles com humanos, e integra a flora como componentes da vida no município e a fauna, como responsável pela dispersão do fruto e manutenção da flora.

## Importância econômica

### Venda de produtos
O festival é um meio para escoar a produção e gerar renda para 50 famílias da comunidade continuarem a produção das frutas.

### Rede hoteleira
Diversas pousadas e hoteis oferecem quartos e hospedações para turistas que chegam à região.

## Outras opções de lazer
O festival também oferece a venda de frutas como a laranja, o mamão e o abacaxi, derivados de atividades agroextrativistas, que predomina entre as comunidades regionais.